# 日西莱诺布勒
日西莱诺布勒（法語：Gisy-les-Nobles，法語發音：[ʒizi le nɔbl]）是法国勃艮第-弗朗什-孔泰大区约讷省的一个市镇，属于桑斯区。

## 地理
日西莱诺布勒（48°16'51"N, 3°14'41"E）面积10.91 平方千米，位于法国勃艮第-弗朗什-孔泰大區约讷省，该省份为法国中北部内陆省份，西接卢瓦雷省，西北接塞纳-马恩省，南至涅夫勒省，东临科多尔省，东北与奥布省接壤。
与日西莱诺布勒接壤的市镇（或旧市镇、城区）包括：米什里、奥勒斯河畔拉沙佩勒、屈伊、埃夫里、约讷河桥村、维勒佩罗。

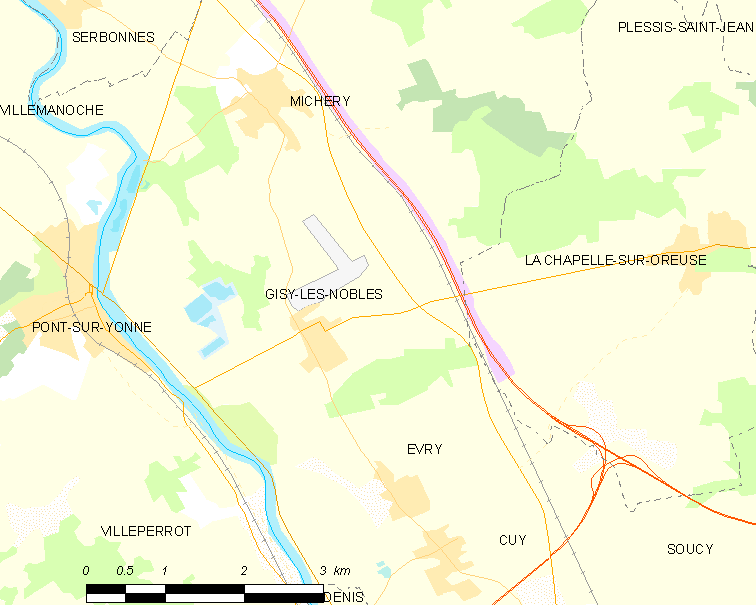
日西莱诺布勒的OSM定位图

日西莱诺布勒的时区为UTC+01:00、UTC+02:00（夏令时）。

## 行政
日西莱诺布勒的邮政编码为89140，INSEE市镇编码为89189。

## 政治
日西莱诺布勒所属的省级选区为奥勒斯河畔托里尼县。

## 人口

1962-2008年间日西莱诺布勒人口变化图示

日西莱诺布勒于2022年1月1日时的人口数量为556人。